# Arongkorn Thongjeen
Arongkorn Thongjeen (thailändisch อลงกรณ์ ทองจีน, * 12. März 1992), auch als Art bekannt, ist ein thailändischer Fußballspieler.

## Karriere
Arongkorn Thongjeen spielte bis 2016 beim Erstligisten Sukhothai FC in Sukhothai. 2016 gewann er mit dem Club den FA Cup. Für den Club absolvierte er in der Saison 2016 acht Spiele in der Thai League. 2017 wechselte er zum Lampang FC. Der Club aus Lampang spielte in der zweiten Liga, der Thai League 2. 2019 stand er für Lampang 29 Mal auf dem Spielfeld. Nach drei Jahren verließ er Lampang und unterschrieb 2020 einen Vertrag beim Erstligaaufsteiger Rayong FC in Rayong. Hier spielte er bis Ende 2020. Für Rayong absolvierte er vier Erstligaspiele. Im Januar 2021 kehrte er zu seinem ehemaligen Klub Lampang FC zurück. Hier stand er bis Ende Juni 2021 unter Vertrag. Für den Klub absolvierte er sechs Ligaspiele. Zu Beginn der Saison 2021/22 unterschrieb er einen Vertrag beim Drittligisten Saraburi United FC. Mit dem Verein aus Saraburi spielt er in der Western Region der Liga. Am Ende der Saison feierte er mit Saraburi die Meisterschaft der Region. In den Aufstiegsspielen scheiterte er mit Saraburi bereits in der Gruppenphase. Zu Beginn der Saison 2022/23 wechselte er zum Zweitligaaufsteiger Uthai Thani FC. Für den Zweitligisten aus Uthai Thani bestritt er sieben Ligaspiele. Nach der Hinrunde wurde sein Vertrag im Dezember 2022 aufgelöst. Im gleichen Monat unterschrieb er einen Vertrag beim Zweitligisten Rayong FC. Für den Zweitligisten bestritt er in der Rückrunde zehn Ligaspiele. Zu Beginn der Saison 2023/24 wechselte er im Sommer zum Drittligisten Bankhai United FC. Mit dem Verein aus Ban Khai spielte er zehnmal in der Eastern Region der Liga. Nach der Hinrunde wechselte er im Januar 2024 zum Bangkoker Zweitligisten Kasetsart FC. Für den Hauptstadtverein bestritt er sieben Ligaspiele. Im Sommer 2024 schloss er sich in Sattahip dem Drittligisten Fleet FC an. Mit dem Verein spielt er in der Eastern Region der Liga.

## Erfolge
Sukhothai FC
- Thailändischer Pokalsieger: 2016

Saraburi United FC
- Thai League 3 – West: 2021/22